# Самервілл (Мен)
Самервілл (англ. Somerville) — місто (англ. town) в США, в окрузі Лінкольн штату Мен. Населення — 600 осіб (2020).

## Демографія
Згідно з переписом 2010 року, у місті мешкало 548 осіб у 225 домогосподарствах у складі 153 родин. Було 309 помешкань
Расовий склад населення:
| - 94,7 % — білих - 1,8 % — азіатів - 0,4 % — чорних або афроамериканців - 0,2 % — корінних американців |

До двох чи більше рас належало 2,6 %. Частка іспаномовних становила 2,7 % від усіх жителів.
За віковим діапазоном населення розподілялося таким чином: 23,5 % — особи молодші 18 років, 62,6 % — особи у віці 18—64 років, 13,9 % — особи у віці 65 років та старші. Медіана віку мешканця становила 44,0 року. На 100 осіб жіночої статі у місті припадало 108,4 чоловіків;  на 100 жінок у віці від 18 років та старших — 105,4 чоловіків також старших 18 років.
Середній дохід на одне домашнє господарство  становив 47 881 долар США (медіана — 40 208), а середній дохід на одну сім'ю — 49 288 доларів (медіана — 36 477). Медіана доходів становила 40 625 доларів для чоловіків та 31 875 доларів для жінок. За межею бідності перебувало 23,2 % осіб, у тому числі 18,3 % дітей у віці до 18 років та 10,0 % осіб у віці 65 років та старших.
Цивільне працевлаштоване населення становило 189 осіб. Основні галузі зайнятості: освіта, охорона здоров'я та соціальна допомога — 22,8 %, виробництво — 14,3 %, роздрібна торгівля — 12,7 %.